# Fordham University
La Fordham University è un'università privata statunitense di tradizione cattolica situata a New York. È una delle tre maggiori università della città di New York, assieme alla prestigiosa Columbia University e alla New York University (anch'esse entrambe private).
Fondata dai gesuiti nel 1841, all'inizio della presidenza di John Tyler, conserva ancora un forte legame gesuita. 
Fa parte di un'associazione di 28 College e Università gesuite (Association of Jesuit Colleges and Universities).
La retta annuale è di circa $ 55.000
L'università è nota principalmente per le lauree conseguite in legge, in economia (Gabelli School of Business) ed in belle arti.
Diverse persone celebri hanno frequentato Fordham, tra cui Denzel Washington, Lana Del Rey, Andrew Cuomo, Faith Evans e Patricia Clarkson.
Nel 2020 è stata frequentata da circa 16.000 studenti, suddivisi in tre Campus:
- Rose Hill (il più antico e sede dell'università), situato nel Bronx;
- Lincoln Center, a Manhattan, nei pressi del Central Park;
- Westchester Campus, nella contea di Westchester, circa 30 km a nord-est di Manhattan.[1]